# Ferrarisbos
Een Ferrarisbos is een Belgisch bos dat reeds bos was toen graaf de Ferraris in 1771-1778 de zogenaamde Ferrariskaarten liet maken van de Oostenrijkse Nederlanden, en dat tot op vandaag nog steeds bos is.
Deze oude bossen herbergen vaak oudbosplanten zoals bosanemoon, daslook en wilde hyacint en hebben een hoge natuurwaarde. 
in 2022 kocht de stad Antwerpen een Ferrarisbos in Wilrijk nadat dit bosgebied dreigde gekapt te worden.

## Voorbeelden
- 's Gravenbos in Humbeek
- Heikantberg in Heikant (Rotselaar)[2]